# Antas de Valeira
Les Antas de Valeira sont deux dolmens situés dans la freguesia de Nossa Senhora da Graça do Divor (pt) de la commune d'Évora, dans le district d'Évora, au Portugal,.

## Contexte
Le mot anta est l'équivalent portugais d'« ante » (pilier terminal d'un temple grec ou romain), mais il est aussi employé pour désigner les pierres d'un dolmen ou le dolmen lui-même. Environ 5 000 édifices mégalithiques de ce type ont été construits au Néolithique dans l'ouest de la péninsule Ibérique par les successeurs de la culture de la céramique cardiale.

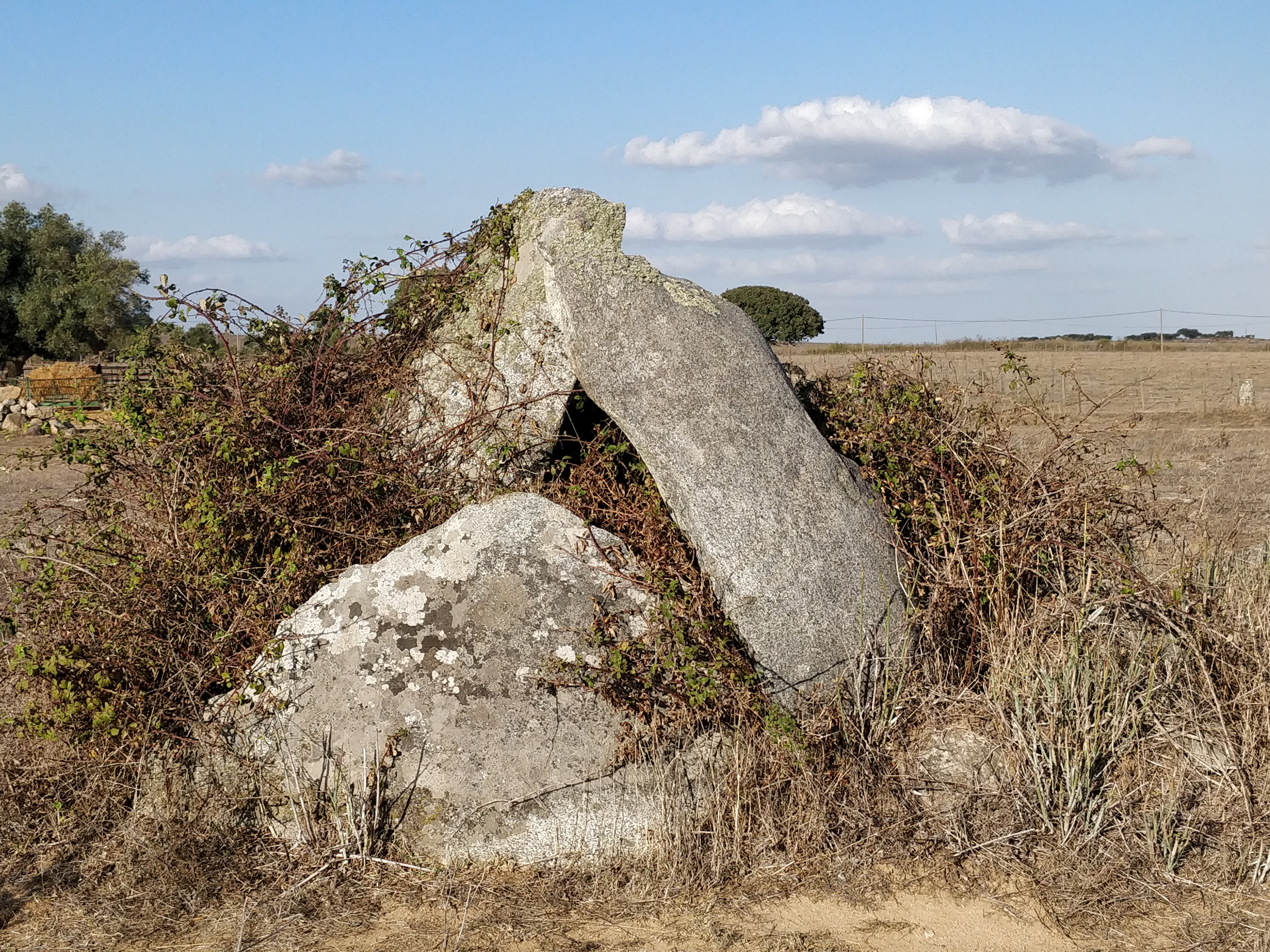
Anta da Valeira II

## Situation
Situés dans un champ agricole, à environ un kilomètre du cromlech de Vale Maria do Meio et à dix kilomètres du cromlech des Almendres, ces deux dolmens font partie des nombreux sites mégalithiques identifiés dans la région d'Évora.

## Description
Ces deux dolmens n'ont pas encore été étudiés par les archéologues et sont en mauvais état.
L'anta de Valeira I est située entre deux oliviers. Elle se compose d'une chambre polygonale dégradée, avec les traces d'un couloir d'entrée et d'un tumulus. Six grands orthostates sont visibles, mais tous se sont affaissés. Il n'y a aucune trace de dalle de couverture.
L'anta de Valeira II est également en mauvais état. Cinq grands orthostates qui auraient servi de piliers subsistent sur le site, fortement endommagé par les travaux agricoles.